# Selo pri Radohovi Vasi
Selo pri Radohovi Vasi is een plaats in Slovenië en maakt deel uit van de gemeente Ivančna Gorica in de NUTS-3-regio Osrednjeslovenska.